# Westerwolde (streek)

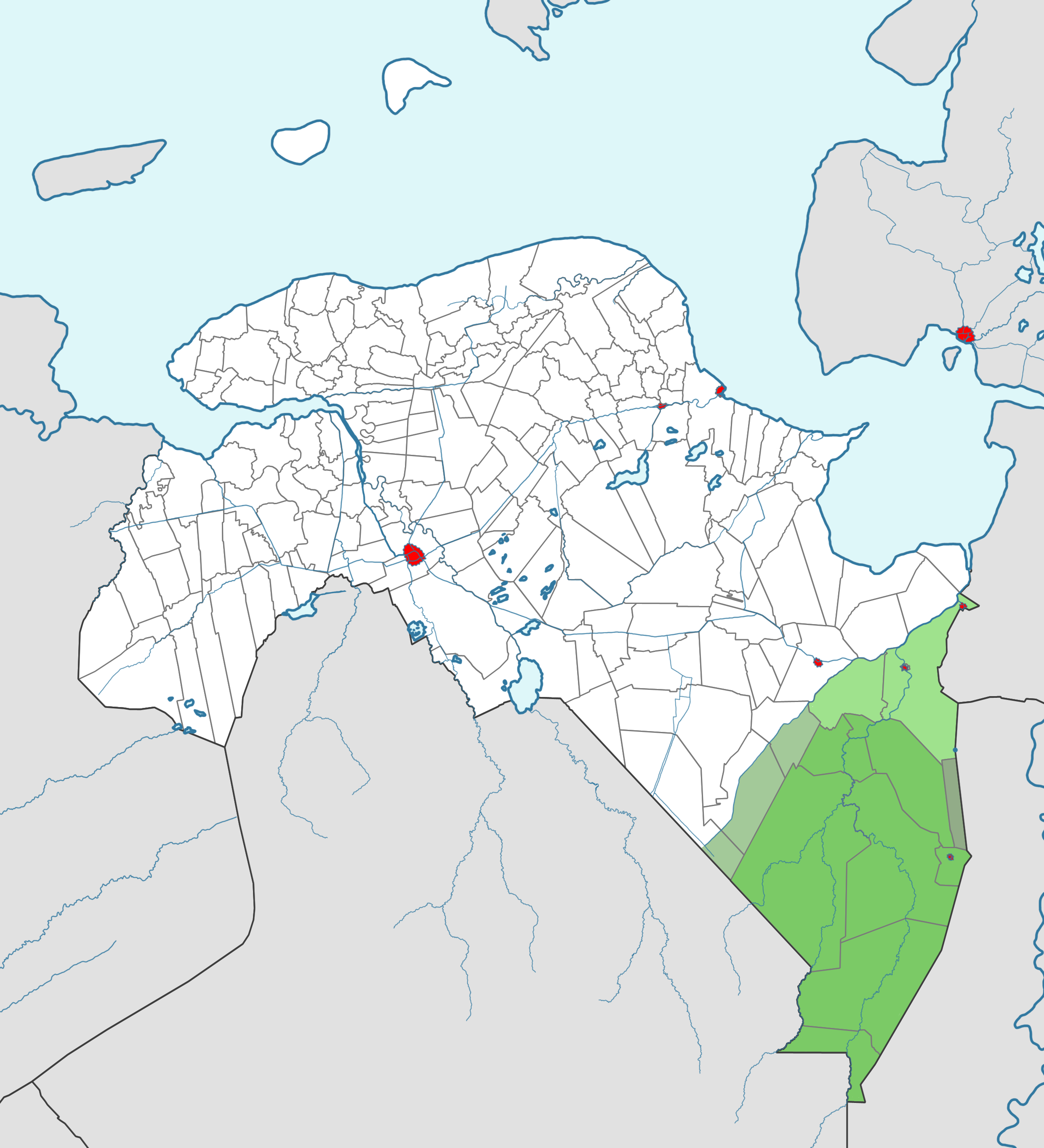
Locatie van Westerwolde in Groningen in de grenzen van 1789. Donkergroen is het eigenlijke Westerwolde, lichtgroen zijn de oorspronkelijk Reiderlander kerspelen Blijham en Bellingwolde die een eigen rechtssysteem kenden, en grijsgroen is het Rhederveld, dat oorspronkelijk eigendom was van de dorpen Rhede en Neurhede. Tot het ontstaan van Oude Pekela en het graven van het Barkela Zwet werd de oorspronkelijke loop van het riviertje de Pekel A beschouwd als grens met het Oldambt.

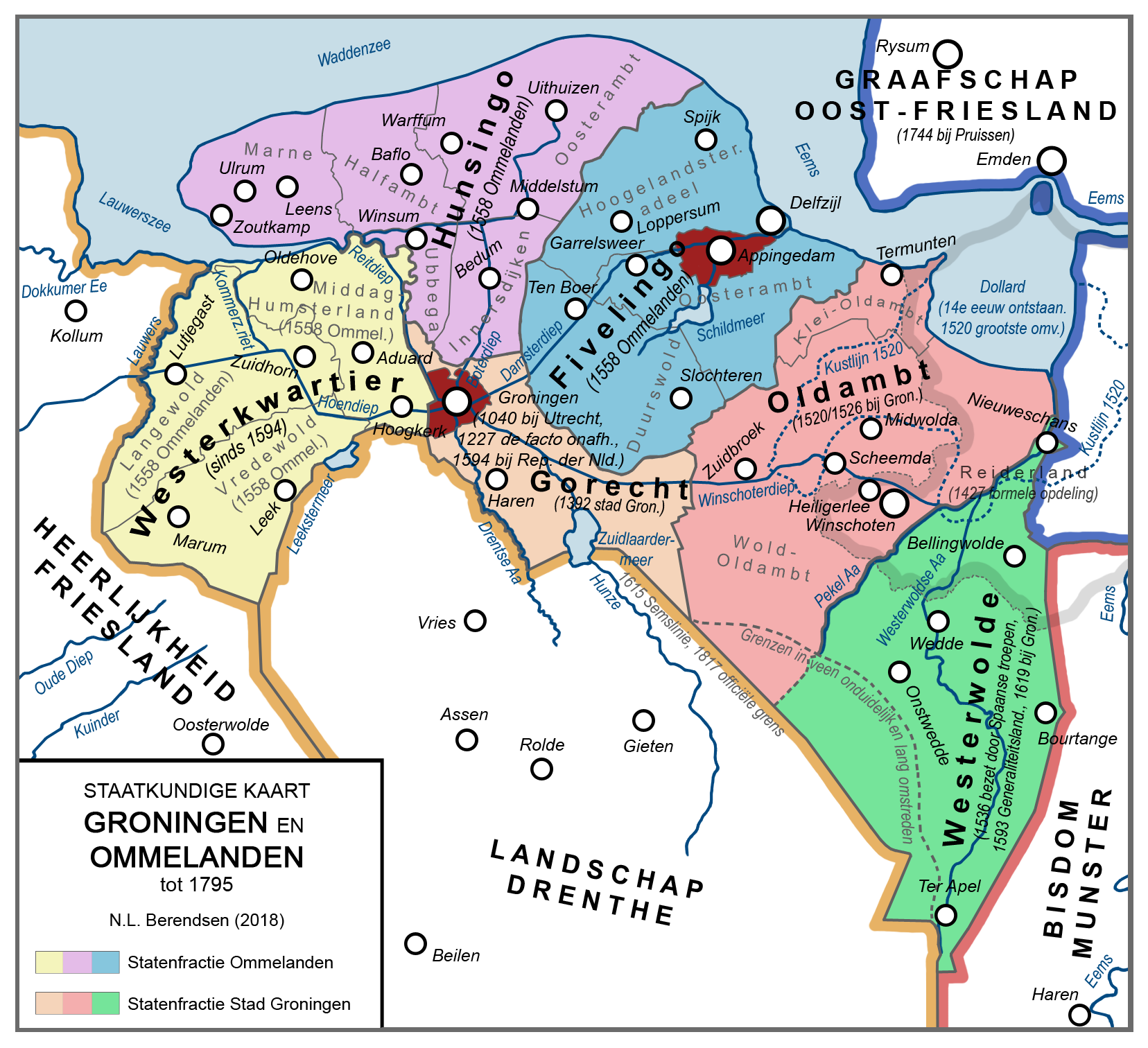
Westerwolde in groen

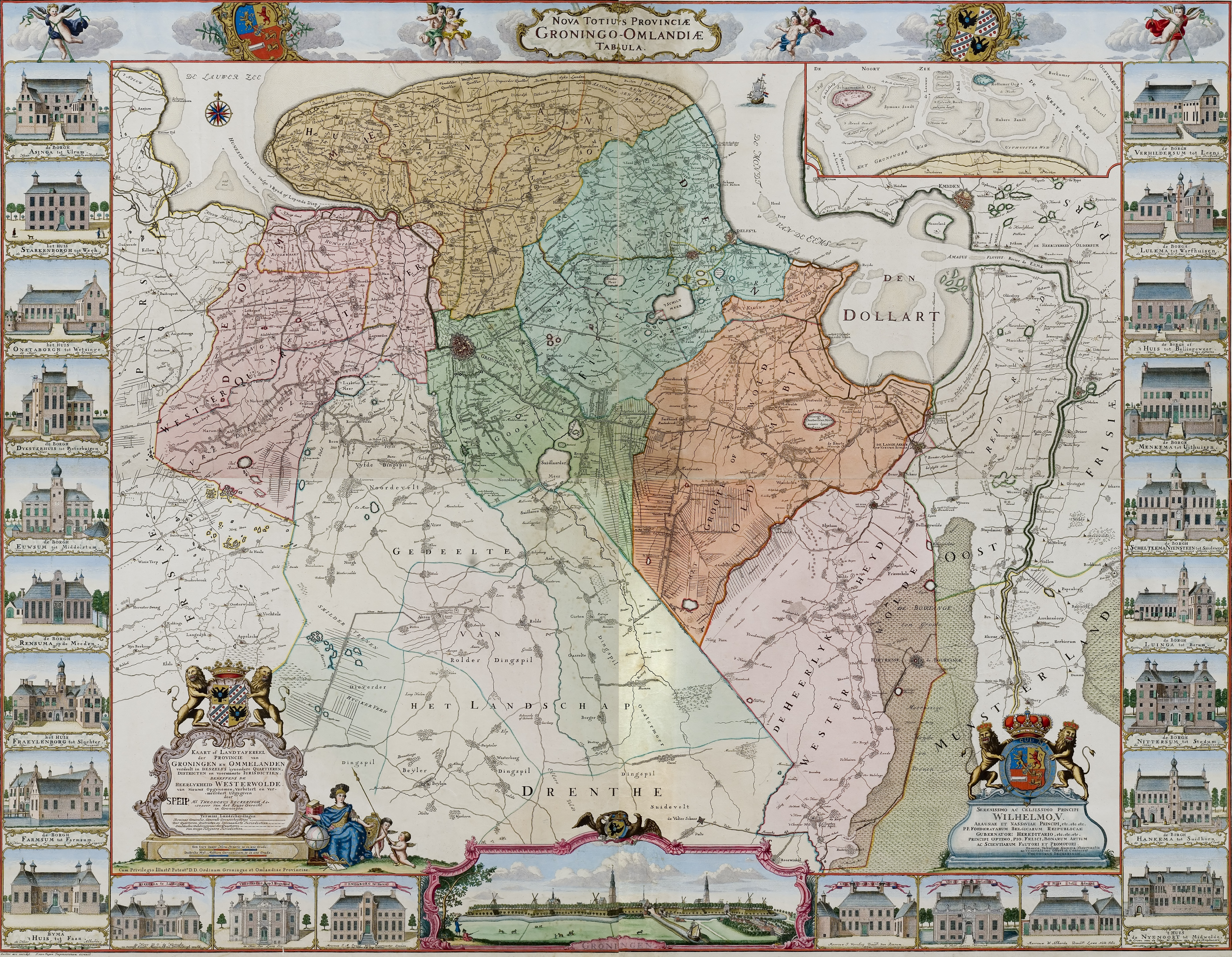
Oude kaart van Stad en Ommelanden in 1781, met Westerwolde in licht roze

Westerwolde is een streek in het Nederlandse Oost-Groningen rondom de beken de Ruiten-Aa, de Mussel-Aa en de Westerwoldse Aa. Het gebied werd vóór de 19e eeuw ook wel Westerwoldi(n)ger of Westwoldi(n)ger Land genoemd, ook wel Westerwoldingen of Westwoldingen. De inwoners heetten vroeger Westwoldingers of Westerwoldingers.
Ten westen en zuiden van Westerwolde liggen de Groninger Veenkoloniën, ten noorden het Reiderland en ten oosten het Eemsland (Duitsland). De oude dorpen Ter Apel, Sellingen, Vlagtwedde, Onstwedde, Wedde en Vriescheloo en het later gestichte Alteveer horen bij deze voormalige heerlijkheid. Bellingwolde en Blijham vormden een afzonderlijke heerlijkheid, die vanouds sterke banden had met het Oldambt. Het vestingdorp Bourtange, gesticht in 1593, viel onder het gezag van de Staten Generaal.
De westgrens van deze vroegere heerlijkheid door de uitgestrekte hoogveenmoerassen is vastgesteld in 1615. Dit werd de Semslinie. Door de vaststelling van deze grens kon de stad Groningen de gebieden ten westen daarvan annexeren en als ontginning uitgegeven. Hier is later de Kanaalstreek ontstaan. De nieuwe nederzettingen Stadskanaal en Musselkanaal worden echter tot de Veenkoloniën gerekend. Bourtange ligt aan een oude verbindingsweg tussen deze streek en Duitsland. 
Westerwolde is samen met het Reiderland de meest oostelijke streek van Nederland. Het ligt grotendeels ten oosten van 7° oosterlengte.
De streek heeft van oudsher een sterk Protestants (hervormd) karakter. In De Mussel en omstreken is een deel van de bevolking vanouds gereformeerd. De in het zuiden van de streek gelegen dorpen Ter Apel, Zandberg, Munnekemoer en Laudermarke, en het in Drenthe gelegen Barger-Compascuüm, zijn van oudsher Rooms-Katholiek, waarschijnlijk doordat er veel veenarbeiders vanuit het Eemsland en Cloppenburg (die tot 1803 onder direct bestuur stonden van de bisschop van Münster) kwamen om daar het veen af te graven. In Ter Apel kun je nog aan de hand van oorspronkelijke religie terugleiden welke families van oudsher al in Westerwolde woonden (hervormd) en welke families afstammen van veenarbeiders die veelal in de eerste helft van de 19e eeuw in het gebied zijn komen wonen (Katholiek).
De landbouwstatistiek van 1912 behandelde Westerwolde als een afzonderlijk landbouwgebied. Sinds 1991 wordt dit gebied gerekend tot het landbouwgebied Westerwolde en Groninger Veenkoloniën.

## Naam

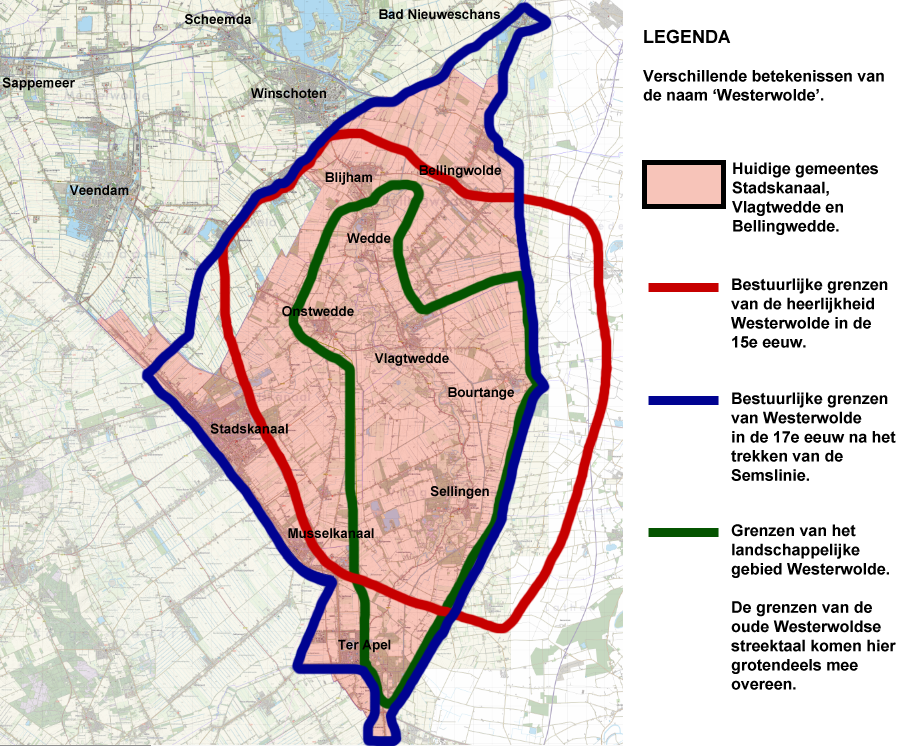
Verschillende definities van de naam Westerwolde

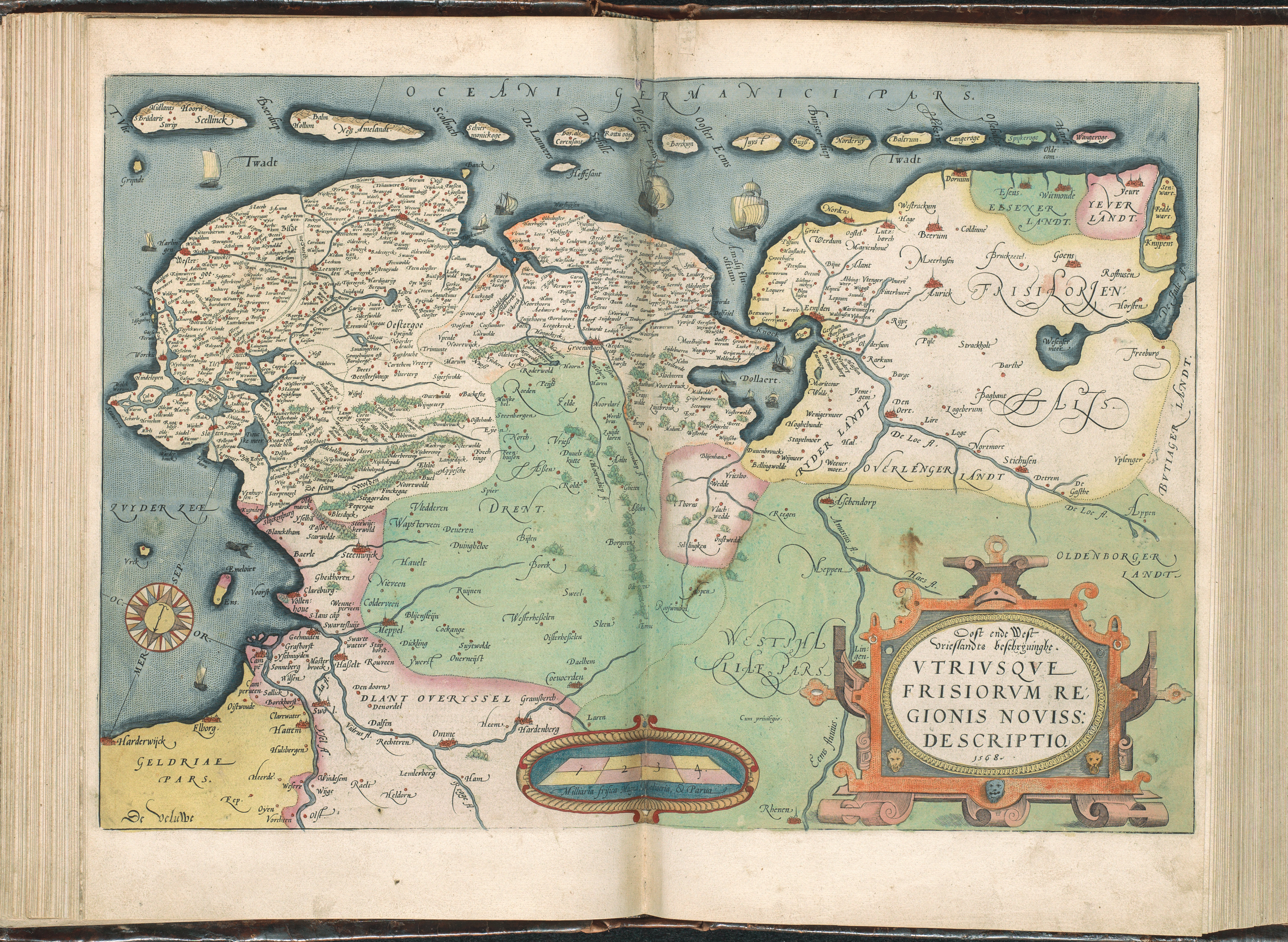
Kaart van Friesland, Groningen, Oost-Friesland, Drenthe en Westerwolde als zelfstandige heerlijkheid.

Westerwolde wordt voor het eerst (afgaande op de datering van het handschrift) rond 910/925 vermeld in een goederenlijst van de abdij van Werden als Westerwalde (Uuestaruualde), daarna omstreeks 1050 als Wesderewalde of Wesderwalde. De naam met de uitgang -wolde geeft aan dat het oorspronkelijk om een 'uitgestrekt, ongeëxploiteerd bos' of 'wildernis' ging, dat kennelijk ten westen van het kerngebied van de regio lag. Dit kerngebied werd gevormd door het gouw Agradingo (ook Agratingo of Agrotingo genoemd) aan de rivier de Eems bij Meppen. Mogelijk kwamen de eerste middeleeuwse kolonisten uit het Eemsland.

## Geschiedenis
In Westerwolde zijn veel archeologische vondsten gedaan. In de naburige veenkoloniën zijn zoals bij Hoetmansmeer voorwerpen gevonden uit de Midden Steentijd tot ongeveer 6000 jaar voor het begin van de jaartelling. Daarna begon de veenvorming in dit gebied en werden de mensen verdreven. Westerwolde is daarentegen bewoond gebleven tot ongeveer 200 jaar v.Chr. Er zijn veel urnenvelden en restanten van grafheuvels ontdekt. De jongste graven met urnen uit die tijd zijn zeer goed geconserveerd gebleven doordat ze vermoedelijk vrij kort na aanleg door het veen zijn overgroeid. Westerwolde is waarschijnlijk weer bewoond geraakt rond 600 - 700 na het begin van de jaartelling. Uit die tijd zijn weer graven met urnen gevonden. Ook is er bij de Hasseberg een veenbrug gevonden uit die tijd. De bevolking stamt dan waarschijnlijk uit het oosten: het Eemsland.
Westerwolde is daarna lange tijd een sterk geïsoleerde streek geweest. Het lag als een wig in het grootste moerasgebied van West-Europa: het Bourtangerveen. Desondanks behoorde het in de Middeleeuwen wel tot het stamhertogdom Saksen, aan de andere kant van het veengebied. De streek was aanvankelijk in leen bij de Abdij van Corvey (nabij Höxter) vanwaaruit de kerstening van het gebied werd opgezet. Dit klooster had een nevenvestiging in Meppen, die hier een centrale rol in speelde. De naam Westerwolde is ook alleen te begrijpen vanuit de historische band met Corvey, en later Münster en Osnabrück. In Groningen ligt de streek in het oosten, maar vanuit Duits perspectief is het een gebied in het westen.
De band met Corvey zorgde ervoor dat Westerwolde kerkelijk tot het bisdom Osnabrück behoorde. Bestuurlijk viel het echter onder het Prinsbisdom Münster. Dit gaf Westerwolde in de tweede helft van de Middeleeuwen weer in leen aan het geslacht Addinga dat zijn land was kwijtgeraakt door het oprukken van de Dollard. Deze heren bouwden het slot te Wedde en voerden een hardvochtig bewind. De bevolking van Westerwolde kwam daar in de 15e eeuw tegen in opstand. In 1530 kwam het gebied in handen van de Hertog van Gelre, die het in leen gaf Berend van Hackfort, maar al in 1536 werd het na een slag bij Heiligerlee veroverd door de troepen van Keizer Karel V's Friese stadhouder Schenk van Toutenburg. Als beloning schonk Karel V Westerwolde als persoonlijk leengoed aan de stadhouder, wiens nakomelingen het in 1561 doorverkochten aan stadhouder Jan van Ligne, graaf van Aremberg.
Tussen 1587 en 1597 vonden in Westerwolde heksenprocessen plaats, waarbij 20 vrouwen en mannen ter dood werden gebracht.
In 1593 veroverde Willem Lodewijk van Nassau het gebied voor de Staten-Generaal. Nakomelingen van de Addinga's (de familie Lewe) probeerden tevergeefs hun rechten terug te krijgen. Arembergs nakomelingen bestuurden het landschap aanvankelijk op afstand, maar verkochten Westerwolde in 1617 aan de doopsgezinde koopman Willem van Hove. De bevolking weigerde Van Hove te huldigen; als partijganger van Oldenbarneveldt moest hij ten slotte naar Friedrichstadt uitwijken. In 1619 verkreeg de stad Groningen het landje in eigendom. Formeel was Westerwolde toen een generaliteitsland, maar feitelijk werd het door de stad beheerst. Halverwege de zeventiende eeuw deed de bisschop van Munster tot tweemaal toe een poging om zijn rechten weer geldend te maken, maar na het mislukte Beleg van Groningen moest hij zich definitief bij het verlies neerleggen. De geïsoleerde positie verdween toen het Bourtangerveen werd ontgonnen vanaf de 17e tot in de twintigste eeuw.
Rond 1970 waren er plannen om in Westerwolde een groot militair oefenterrein in te richten. Mede door protesten vanuit de bevolking is daarvan afgezien.

## Landschap

### Esdorpenlandschap

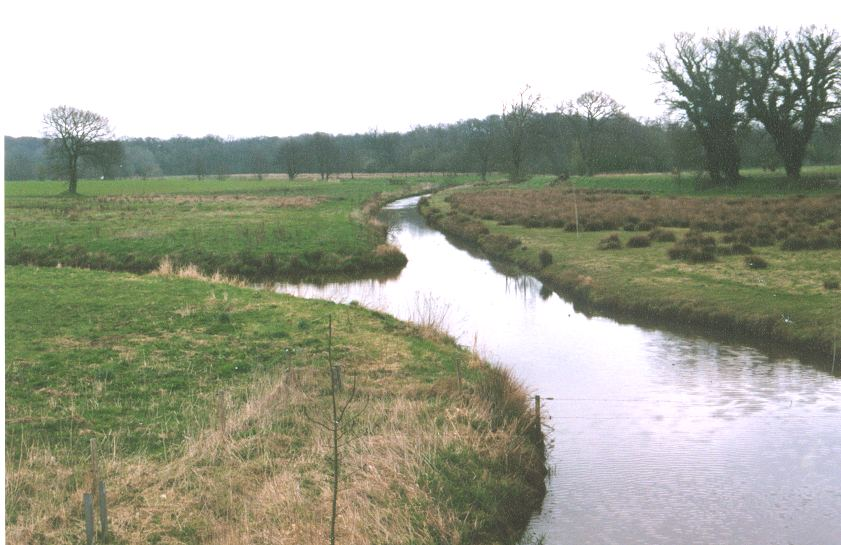
De Ruiten-Aa bij het Metbroekbos en het Eemboerveld bij Smeerling

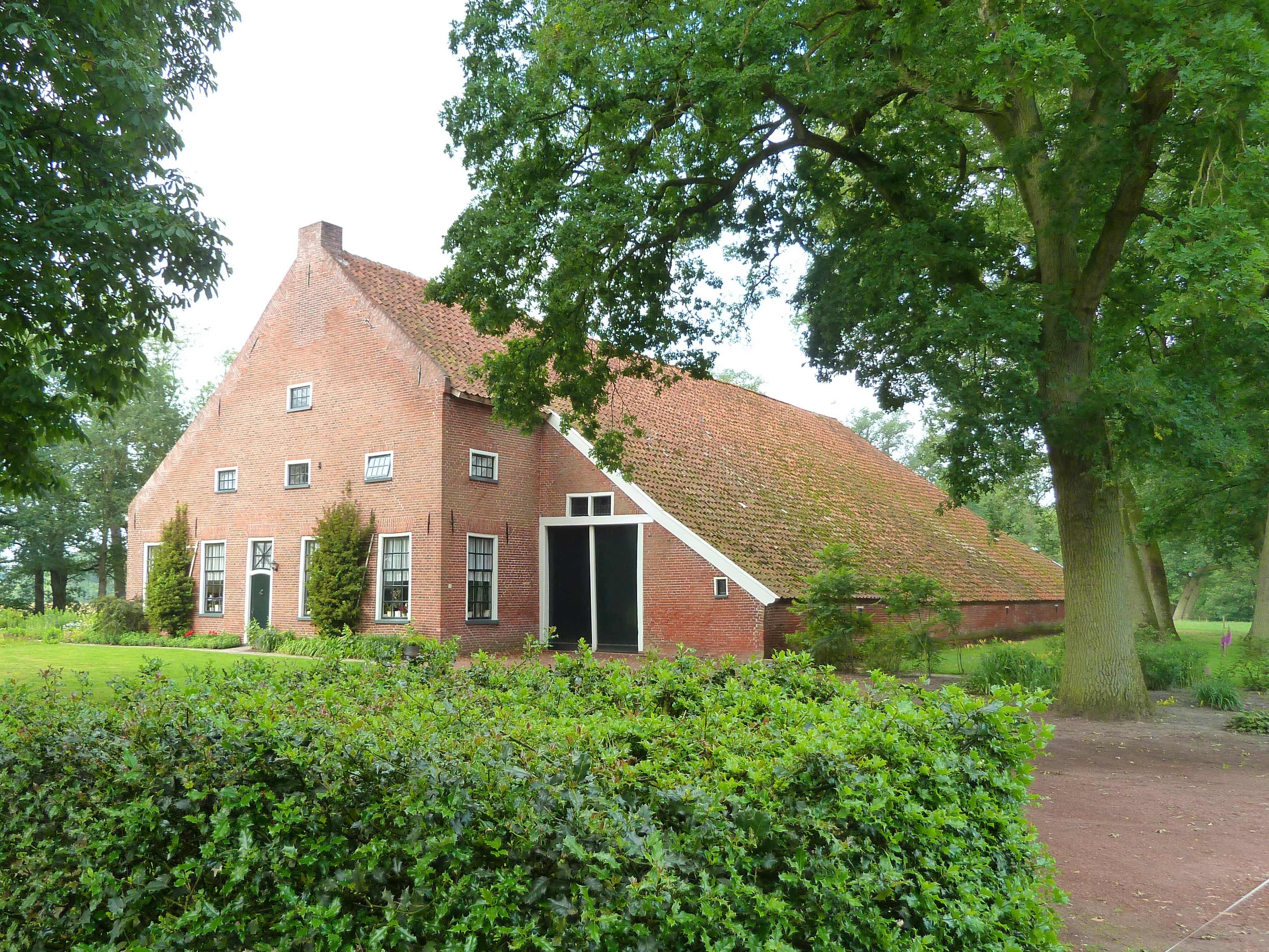
Westerwoldse boerderij in Ter Borg

De ruggengraat van het landschap van Westerwolde is vanouds een esdorpenlandschap, met op de hogere zandruggen akkercomplexen die werden bemest met schapenmest. Deze schapen graasden op de hei en overnachtten in de potstal. De daar opgehoopte schapenmest werd gemengd met plaggen en op de es gebracht. Sommigen esdorpen ontwikkelden een soort dochterdorpen, de zogenaamde essenzweemdorpen. Smeerling, dat een beschermd dorpsgezicht is, en Ter Maarsch zijn hier een voorbeeld van. Langs de riviertjes en beekjes lagen de hooi- en weilanden. Bij Onstwedde (de Onstwedder Holte) en bij Sellingen (de Hasseberg) liggen morenes uit het Drenthestadium van de op een na laatste ijstijd, het Saalien. Bij Sellingen bevindt zich een boscomplex waarin zich nog een paar restanten bevinden van het vroegere heidelandschap. Tevens is daar een zandafgraving en ook zijn er langs de Ruiten-Aa enkele rivierduintjes zoals bij Ter Wupping. Bij Smeerling ligt het Metbroekbos, een voor Nederlandse begrippen erg oud bos. De riviertjes en beekjes hebben hun waterafvoerende functie verloren door de aanleg van kanalen als het Mussel-Aa-kanaal en het Ruiten-Aa-kanaal.
Grootschalige ruilverkavelingen hebben veel kenmerken van het esdorpenlandschap doen verdwijnen. Het landschap is daardoor opener geworden. Sinds de jaren negentig maakt het gebied waardoor de Ruiten-Aa stroomt deel uit van de ecologische hoofdstructuur van Nederland, waardoor veel gronden verworven zijn door natuurbeschermingsorganisaties als Staatsbosbeheer en Natuurmonumenten. Ook is er op bepaalde terreinen aan natuurbouw gedaan.

### Streekdorpenlandschap
In het noorden van Westerwolde bevinden zich streekdorpen als Bellingwolde en Vriescheloo. Deze dorpen liggen op de grens van de zandgronden van Westerwolde en de klei van de Dollardpolders. Vanuit deze dorpen is steeds verder land gewonnen op de Dollard toen dit hoog genoeg voor de landbouw opslibde. Dat gebeurde door middel van opstrekkende verkaveling, dat wil zeggen dat het land verlengd werd vanaf de eigen gronden met de nieuw aangewonnen polders. Hierdoor ontstonden langgerekte kavels. De vruchtbare kleigronden zorgden voor veel meer welvaart onder de boeren dan op de zandgronden. Dit gebied vormt dan ook de overgangszone naar het Oldambt waar in de negentiende eeuw ook een standsverschil bestond tussen rijke grondbezittende boeren en arme knechten. De landbouw van dit gebied nam in de negentiende eeuw een vooraanstaande plaats in wat betreft de teelt van Engels en Italiaans raaigras. Hier, op de grens van Oldambt en Westerwolde, werd het Westerwolds raaigras (Lolium multiflorum ssp. alternativum), een voor groenbemesting veel toegepaste eenjarige grassoort, geteeld. Blijhamster boeren kregen vermoedelijk zaad van Italiaans raaigras van de toenmalige burgemeester Borgesius van Oude Pekela (1860-1880). Hiervan werd al in het jaar van uitzaai zaad gewonnen en zo werd geselecteerd naar het 1-jarige type. De Winschoter tuinders kochten het zaad van de boeren en verhandelden dat onder de naam Westerwolds raaigras.
De ruilverkavelingen van de jaren zestig hebben het landschap nog grootschaliger gemaakt: de opstrekkende verkaveling is verdwenen.

### Ontginningslandschap
Vanaf de negentiende tot ver in de twintigste eeuw zijn de heidevelden en veengebieden van Westerwolde ontgonnen. De aanleg van het Mussel-Aa-kanaal en het Ruiten-Aa-kanaal is hier een stimulans voor geweest. Hierdoor konden de middelen om de onvruchtbare velden te bemesten worden aangevoerd en de landbouwproducten worden afgevoerd. Ook de Stoomtramweg-Maatschappij Oostelijk Groningen heeft hier een rol in gespeeld. Maar de grootste rol in het ontstaan van het ontginningslandschap van Westerwolde was weggelegd voor de werkverschaffing. Vele werklozen hebben van de jaren twintig tot de jaren vijftig van de twintigste eeuw met de hand vele gronden ontgonnen. Hierop ontstond het ontginningsland dat gekenmerkt wordt door rationele verkaveling en openheid. Hierin liggen dorpen als Hebrecht en Harpel. Met name bij Sellingen zijn in de jaren dertig tot en met de jaren vijftig van de twintigste eeuw bossen geplant op de heidevelden. Hier liggen de bossen met de grootste omvang van Westerwolde: De 600 ha grote Sellinger bossen. Direct ten zuiden ervan liggen de bossen van Ter Borg waar een 35 ha groot restant van de voormalig uitgestrekte heidevelden bewaard is gebleven. Het is meteen wel het grootste heidegebied van de provincie Groningen.

## Dialect
In Westerwolde werd van oudsher het Westerwolds, een Groningse variant van het Nedersaksisch, gesproken. In tegenstelling tot het overgrote deel van de provincie Groningen is er nooit Fries gesproken en heeft het altijd een Saksisch karakter gehad, hoewel het wel indirecte Friese invloeden heeft gehad vanuit andere Groningse varianten. Het Saksische karakter komt tot uitdrukking in woorden als "nich" in plaats van "nait" voor "niet", "jawool" voor "ja" en de werkwoordsvervoeging -t in plaats van -en bij tweede en derde persoons meervoud ("wie hebt" en "ie hebt" ipv "wie hebben" en "ie/joe hebben"). Het oorspronkelijke Westerwolds is zeer sterk verwant aan het Nedersaksisch dat in het noorden van het Eemsland (de Hümmling) gesproken wordt. Tegenwoordig heeft het zich aan het Gronings aangepast en kunnen we feitelijk constateren dat het Westerwoldse taaleigene zo goed als verdwenen is. 

## Economie
De streek is grotendeel agrarisch georiënteerd. Er waren aanvankelijk veel gemengde bedrijven, maar er heeft zich veel specialisatie voorgedaan waarbij veelal gekozen is voor akkerbouw. De belangrijkste akkerbouwgewassen zijn suikerbieten en aardappels. Ook wordt er graan verbouwd. Eind twintigste, begin eenentwintigste eeuw stopten veel agrarische bedrijven.
Tegenwoordig wordt de streek geleidelijk aan verder ontwikkeld voor het toerisme. Een probleem hierbij is dat Oost-Groningen bij veel Nederlanders een wat negatieve klank heeft als een afgelegen en saai gebied. De rust en ruimte van het landschap zijn de sterke punten. Het dorpje Bourtange trekt inmiddels veel toeristen door de gereconstrueerde vesting. Het Ruiten-Aa-kanaal is voor de pleziervaart weer bevaarbaar gemaakt. Bij Vlagtwedde is het vakantiebungalowcomplex Parc Emslandermeer gerealiseerd. Ook het recreatiegebied rond Wedde (Wedderbergen) en Sellingen (De Barkhoorn) is van belang.